# Gerhart Hoffmeister
Gerhart Hoffmeister (1932) es un estudioso de literatura comparada, nacido en Alemania y emigrado a los Estados Unidos, donde desarrolló su carrera hasta su  jubilación, en 2002, como profesor en Universidad de la Santa Bárbara.

## Trayectoria
Estudió filología alemana e inglesa en la Universidad de Bonn, y luego en las de Freiburg, Londres y Berkeley, antes de doctorarse en la Universidad de Maryland. Su trabajo doctoral, comparatista, llevaba como título "Die spanische Diana in Deutschland" (1970), sobre la Diana española, y sería el origen de una de sus preocupaciones como estudioso de los intercambios culturales.
Inició su enseñanza como asistente en la Universidad de Wisconsin-Milwaukee (años 1970-1974); luego se trasladó a la Universidad Wayne State en Detroit (como asociado en los años 1974-1975). A continuación, en 1975, logró situarse en el Departamento de Literatura Germánica y Comparada, en la Universidad de Santa Bárbara, en donde fue nombrado profesor estable en 1979. Es profesor emérito desde 2002.
Inicialmente Hoffmeister se interesó por las relaciones entre la literatura europea (sobre todo la española y la italiana) y la alemana: su libro España y Alemania. Historia y documentación de sus relaciones literarias, de 1976 se tradujo en 1980, y cubre un gran campo de descripción: su discusión es clara y equilibrada. El entrecruce de corrientes culturales en Europa, el peso de la idea de Ilustración kantiana siempre han pesado en su trabajo.
Luego se dedicó a estudiar el Romanticismo, a través de Goethe, Lord Byron y Heinrich Heine, buscando una mirada comparativista y una perspectiva universal, basada en su amplia mirada lectora que recorre, el Renacimiento, el Barroco y el propio Romanticismo.

## Obra
- "Rasis'Traumlehre. Traumbücher des Mittelalters". En Archiv für Kulturgeschichte. 51 (1969): 137-159.
- Die spanische Diana in Deutschland. Zur Rezeptiondes Schäferromans im 17. Jh.. TD, Univ. de Maryland, 1970.
- Petrarkistische Lyrik, Stuttgart, Metzler, 1973.
- Spanien und Deutschland, Berlín, Erich Schmidt, 1976. Trad.: España y Alemania, Madrid, Gredos, 1980, ISBN 84-249-0833-3.[4]
- "Bonaventura: Nachtwachen (1804/05)", en Romane und Erzaehlungen der deutschen Romantik Neue Interpretationen. Ed. Paul Michael Lützeler. Stuttgart, Reclam, 1981. pp. 194-212.
- German Baroque Literature. The European Perspective, Nueva York, Ungar, 1983.
- "The English Comedians in Germany". En German Baroque Literature. The European Perspective. Nueva York: Ungar, 1983. 142-158.
- Goethe und die europaeische Romantik. Uni-Taschenbücher 1295. Berna: Francke, 1984.
- Ed. de Ahnung und Gegenwart de Joseph von Eichendorff, Leipzig, Reclam, 1984.
- Ed. de Der deutsche Schelmenroman im europaeischen Kontext, Ámsterdam y Atlanta, Rodopi, 1987.
- "Goethe's Faust and the Theatrum Mundi-Tradition in European Romanticism". En Perspectives on Faust.
- "Paul Fleming". Reformation, Renaissance und Barock, Deutsche Dichter. 1988.
- "Profiles of Pastoral Protagonists, 1504-1754". En From the Greeks to the Greens.
- "The Romantic Tragedy of Fate". En Romantic Drama: A Comparative History of Literatures in European Languages. Ed. Gerald Gillespie.
- "Versuch einer Typologie des 'spanischen Narren' zwischen 1613 und 1787". En Literary Culture in the Holy Roman Empire, 1555-1720.
- "Wertherismus als Tendenz des Jahrhunderts". En Goethe und die europäische Romantik. UTB 1295. Múnich, Francke, 1984: 147-60.
- Deutsche und europaeische Barockliteratur, Stuttgart, Metzler, 1987.
- "Quirinus Kuhlmann". German Baroque Writers, 1661-1730. Dictionary of Literary Biography, 1996: 230-38.
- Petrarca. Sammlung Metzler 301, Stuttgart, Metzler, 1997.
- "Eros in Early Modern German Literature". En Early Modern German Literature 1350-1700. Ed. Max Reinhart. Nueva York, Camden House, 2007. 593-621.
- Coautor, Germany 2000 years, vol III.